# Kono hi no Chime o wasurenai
Kono hi no Chime o wasurenai (jap. この日のチャイムを忘れない) – pierwszy oryginalny album japońskiego zespołu SKE48, wydany w Japonii 19 września 2012 roku przez avex trax.
Album został wydany w dwóch edycjach: regularnej (CD) i limitowanej (CD+DVD). Album osiągnął 2 pozycję w rankingu Oricon i pozostał na liście przez 25 tygodni, sprzedał się w nakładzie 152 046 egzemplarzy. Zdobył status złotej płyty.

## Lista utworów
Wszystkie utwory zostały napisane przez Yasushiego Akimoto.

### Edycja regularna
| CD  |                                                         | |                     |                      |      |
| Nr  | Tytuł                                                   | Wykonawca | Kompozycja          | Aranżacja            | Czas |
| 1.  | „Tsuyoki mono yo” (jap. 強き者よ)                       | | Kōji Ueda           | Yūichi "Masa" Nonaka | 4:20 |
| 2.  | „Aozora kataomoi” (jap. 青空片想い)                     | | Takamitsu Shimazaki | Yūichi "Masa" Nonaka | 5:00 |
| 3.  | „Gomen ne, SUMMER” (jap. ごめんね、SUMMER)              | | Shunryū             | Nao Harada           | 4:04 |
| 4.  | „1! 2! 3! 4! Yoroshiku!” (jap. 1!2!3!4! ヨロシク!)      | | Tadashi Tsukida     | Wataru Maeguchi      | 5:03 |
| 5.  | „Banzai Venus” (jap. バンザイVenus)                     | | Yūgo Sasakura       | Yūichi "Masa" Nonaka | 3:37 |
| 6.  | „Pareo wa Emerald” (jap. パレオはエメラルド)            | | Chikara Gonohe      | Nao Harada           | 4:47 |
| 7.  | „Okey Dokey” (jap. オキドキ)                            | | YUMA                | Seiji Mutō           | 4:22 |
| 8.  | „Kataomoi Finally” (jap. 片想いFinally)                 | | Yoshimasa Inoue     | Yoshimasa Inoue      | 4:31 |
| 9.  | „Hula Hoop de GO! GO! GO!” (jap. フラフープでGO!GO!GO!) | Team S | Tatsuya Tanabiki    | Teppei Shimizu       | 3:51 |
| 10. | „Shikatte yo, Darling!” (jap. 叱ってよ、ダーリン！)     | Team KII | Tsugutoshi Gotō     | Tsugutoshi Gotō      | 4:02 |
| 11. | „Mitsubachi Girl” (jap. みつばちガール)                 | Team E | Tsugutoshi Gotō     | Tsugutoshi Gotō      | 3:41 |
| 12. | „Sono saki ni kimi ga ita” (jap. その先に君がいた)      | Kenkyūsei | Masazumi Ozawa      | Yūichi "Masa" Nonaka | 6:20 |
| 13. | „Sunenagara, ame…” (jap. 拗ねながら、雨・・・)          | Selection 8 (Yuria Kizaki, Akari Suda, Jurina Matsui, Rena Matsui, Shiori Ogiso, Akane Takayanagi, Manatsu Mukaida, Kanon Kimoto) | Tadashi Tsukida     | Hiroshi Sasaki       | 4:02 |
| 14. | „Ponytail to shushu” (jap. ポニーテールとシュシュ)      | Team E | Shinya Tada         | Ikuta Machine        | 4:29 |
| 15. | „Beginner”                                              | Team S | Yoshimasa Inoue     | Yoshimasa Inoue      | 3:57 |

### Edycja limitowana
| CD  | | | | |          |
| Nr  | Tytuł | Wykonawca | Kompozycja | Aranżacja | Czas     |
| 1.  | „Tsuyoki mono yo” (jap. 強き者よ)                                                                                         | | Kōji Ueda | Yūichi "Masa" Nonaka | 4:20     |
| 2.  | „Aozora kataomoi” (jap. 青空片想い)                                                                                       | | Takamitsu Shimazaki | Yūichi "Masa" Nonaka | 5:00     |
| 3.  | „Gomen ne, SUMMER” (jap. ごめんね、SUMMER)                                                                                | | Shunryū | Nao Harada | 4:04     |
| 4.  | „1! 2! 3! 4! Yoroshiku!” (jap. 1!2!3!4! ヨロシク!)                                                                        | | Tadashi Tsukida | Wataru Maeguchi | 5:03     |
| 5.  | „Banzai Venus” (jap. バンザイVenus)                                                                                       | | Yūgo Sasakura | Yūichi "Masa" Nonaka | 3:37     |
| 6.  | „Pareo wa Emerald” (jap. パレオはエメラルド)                                                                              | | Chikara Gonohe | Nao Harada | 4:47     |
| 7.  | „Okey Dokey” (jap. オキドキ)                                                                                              | | YUMA | Seiji Mutō | 4:22     |
| 8.  | „Kataomoi Finally” (jap. 片想いFinally)                                                                                   | | Yoshimasa Inoue | Yoshimasa Inoue | 4:31     |
| 9.  | „Hula Hoop de GO! GO! GO!” (jap. フラフープでGO!GO!GO!)                                                                   | Team S | Tatsuya Tanabiki | Teppei Shimizu | 3:51     |
| 10. | „Shikatte yo, Darling!” (jap. 叱ってよ、ダーリン！)                                                                       | Team KII | Tsugutoshi Gotō | Tsugutoshi Gotō | 4:02     |
| 11. | „Mitsubachi Girl” (jap. みつばちガール)                                                                                   | Team E | Tsugutoshi Gotō | Tsugutoshi Gotō | 3:41     |
| 12. | „Sono saki ni kimi ga ita” (jap. その先に君がいた)                                                                        | Kenkyūsei | Masazumi Ozawa | Yūichi "Masa" Nonaka | 6:20     |
| 13. | „Sunenagara, ame…” (jap. 拗ねながら、雨・・・)                                                                            | Selection 8 (Yuria Kizaki, Akari Suda, Jurina Matsui, Rena Matsui, Shiori Ogiso, Akane Takayanagi, Manatsu Mukaida, Kanon Kimoto) | Tadashi Tsukida | Hiroshi Sasaki | 4:02     |
| 14. | „Heavy Rotation” (jap. ヘビーローテーション)                                                                              | Team KII | Yō Yamazaki | Yūsuke Tanaka | 4:41     |
| DVD | | | | |          |
| Nr  | Tytuł | Tytuł | Tytuł | Tytuł | Czas     |
| 1.  | „63-nin sorezore no omoi ~Short music video of 63 members~” (jap. 63人それぞれの想い 〜Short music video of 63 members〜) | „63-nin sorezore no omoi ~Short music video of 63 members~” (jap. 63人それぞれの想い 〜Short music video of 63 members〜)         | „63-nin sorezore no omoi ~Short music video of 63 members~” (jap. 63人それぞれの想い 〜Short music video of 63 members〜) | „63-nin sorezore no omoi ~Short music video of 63 members~” (jap. 63人それぞれの想い 〜Short music video of 63 members〜) | 122 min. |